# Lonicera biflora
Lonicera biflora är en kaprifolväxtart som beskrevs av René Louiche Desfontaines. Lonicera biflora ingår i släktet tryar, och familjen kaprifolväxter. Inga underarter finns listade i Catalogue of Life.